# Hans-Peter Rohr
 (novembre 2011).
Si vous disposez d'ouvrages ou d'articles de référence ou si vous connaissez des sites web de qualité traitant du thème abordé ici, merci de compléter l'article en donnant les références utiles à sa vérifiabilité et en les liant à la section « Notes et références ».
Hans-Peter Rohr est un skieur alpin suisse né le 4 septembre 1943.
Sa spécialité était la descente. Il a obtenu dans cette discipline 2 podiums au cours de sa carrière, et est arrivé 6 fois dans les 10 premiers.

## Palmarès

### Différents classements en coupe du monde
| Année/Classement | Année/Classement | Général | Général | Descente | Descente | Slalom | Slalom | Géant  | Géant  |
| ---------------- | ---------------- | ------- | ------- | -------- | -------- | ------ | ------ | ------ | ------ |
| Année/Classement | Année/Classement | Class.  | Points  | Class.   | Points   | Class. | Points | Class. | Points |
| 1967             | 1967             | 16e     |         | 5e       | 31       |        |        |        |        |
| 1968             | 1968             | 50e     |         |          |          |        |        |        |        |
| 1969             | 1969             | 25e     |         |          |          |        |        |        |        |
| 1970             | 1970             | 57e     |         |          |          |        |        |        |        |